# Табылгыты (Джалал-Абадская область)
Табылгыты (кирг. Табылгыты) — село в Тогуз-Тороуском районе Джалал-Абадской области Кыргызстана. Входит в состав Сары-Булунского айылного аймака.

## География
Село расположено в восточной части области, на правом берегу реки Нарын, вблизи места впадения в неё реки Табылгыты, на расстоянии приблизительно 1 километра (по прямой) к северо-северо-востоку от села Казарман, административного центра района. Абсолютная высота — 1298 метров над уровнем моря.

## Население
Согласно оценочным данным Национального статистического комитета Кыргызской Республики, численность населения села на начало 2023 года составляла 1101 человек.
| год     | 2009 | 2014 | 2015 | 2020 | 2021 | 2023 |
| ------- | ---- | ---- | ---- | ---- | ---- | ---- |
| человек | 1013 | 1176 | 1106 | 1137 | 1144 | 1101 |